# Distrikt Pangoa
Der Distrikt Pangoa ist einer der acht Distrikte in der Region Junín in Zentral-Peru, die zusammen die Provinz Satipo bilden. Er gehört zu den als „VRAEM“ (= Valle de los ríos Apurimac, Ene y Mantaro) bekannten Flusstälern des Apurímac, des Éne und des Mantaro und ist immer wieder Schauplatz von Auseinandersetzungen zwischen peruanischen Streitkräften, Drogenkriminellen und Sendero Luminoso. Gegründet wurde der Distrikt am 1. Oktober 1962.

## Hauptstadt
Distrikthauptstadt ist die Stadt San Martín de Pangoa mit 14.308 Einwohnern (Stand 2017).

## Bevölkerung
Bei der Volkszählung 2007 wurden 29.595 Einwohner gezählt. Beim Zensus 2017 betrug die Einwohnerzahl 54.240.

## Geographie
Höchster Ort im Distrikt ist der Weiler Interandino mit 258 Einwohnern (2017), der auf 1529 Metern über dem Meeresspiegel liegt.

## Militär
Das Comando Especial VRAEM unterhält in Micaela Bastidas und Boca Anapati kleine Kasernen.